# Peckleton
Peckleton is een civil parish in het bestuurlijke gebied Hinckley and Bosworth, in het Engelse graafschap Leicestershire. In 2001 had Peckleton 1077 inwoners.